# Thomas Wilder
Thomas Wilder (Montgomery, 14 maggio 1995) è un cestista statunitense.